# Adam Cebula
Adam Cebula (ur. 8 marca 1959 w Ząbkowicach Śląskich) – polski fizyk, publicysta i pisarz.

## Życiorys
Od 1978 mieszka we Wrocławiu. Wraz z Eugeniuszem Dębskim, Andrzejem Drzewińskim i Piotrem Surmiakiem jest członkiem piszącej fantastykę spółki autorskiej używającej wspólnie pseudonimu Kareta Wrocławski.
W 1984 ukończył studia na Wydziale Fizyki Uniwersytetu Wrocławskiego, gdzie obecnie pracuje (w Instytucie Fizyki Doświadczalnej).
Do jego zainteresowań należy fotografia, krótkofalarstwo, wspinaczka wysogórska.
Oprócz opowiadań, pisze również felietony, artykuły popularnonaukowe, recenzje książkowe i inne teksty publicystyczne do miesięcznika „Science Fiction” oraz do internetowego czasopisma „Fahrenheit”.